# Карлос Ольсес
Карлос Ольсес (ісп. Carlos Olses, нар. 21 вересня 2000, Каракас) — венесуельський футболіст, воротар литовського клубу «Жальгіріс».

## Клубна кар'єра
Народився 21 вересня 2000 року в місті Каракас. Вихованець футбольної академії венесуельського клубу «Фрательса». У 2017 році футболіст перебрався до структури клубу «Депортіво Ла Гвайра». За основну команду дебютував 28 січня 2018 року у матчі проти клубу «Самора». У лютому 2019 року футболіст на правах орендної угоди приєднався до аргентинського клубу «Расінг» (Авельянеда) з подальшим правом викупу за суму близько 650 тисяч доларів. В аргентинському клубі футболіст виступав за молодіжну команду, тому у липні 2020 року повернувся назад до Венесуели. 2020 року Ольсес разом із клубом футболіст став переможцем чемпіонату. У наступних сезонах футболіст зміг закріпитися у ролі основного воротаря клубу. Загалом за клуб відзначився 25 «сухими» матчами у всіх турнірах за 74 зустрічі.
Протягом 2023—2024 років захищав кольори литовського клубу «Валмієра», а у лютому 2025 року футболіст перейшов у литовський «Жальгіріс». Новий сезон футболіст розпочав з перемоги у Суперкубку Литви, де його команда 22 лютого 2025 року перемогла «Бангу», проте сам футболіст залишився на лаві запасних. Станом на 7 липня 2025 року відіграв за клуб з Вільнюса 10 матчів в національному чемпіонаті.

## Виступи за збірні
2015 року у складі збірної Венесуели до 15 років поїхав на юнацький чемпіонат Південної Америки у Колумбії, де зіграв у всіх чотирьох матчах турніру, але Венесуела посіла останнє місце у групі.
2017 року у складі юнацької збірної Венесуели (U-17) вирушив на юнацький чемпіонат Південної Америки у Чилі. Тут теж упродовж усього турніру Ольсес був основним воротарем збірної, зігравши 9 ігор, а його команда посіла 5 місце на турнірі. У листопаді того ж року він з командою поїхав на Боліваріанські ігри, де зіграв у двох матчах і здобув бронзові нагороди.
У липні 2018 року Ольсес отримав виклик до молодіжної збірної Венесуели до 20 років і дебютував за неї 29 липня в товариському матчі проти збірної Аргентини. У січні наступного року футболіст разом із цією командою вирушив на молодіжний чемпіонат Південної Америки 2019 року у Чилі. На турнірі Карлос знову був основним воротарем, зігравши 9 ігор, а венесуельці посіли перше місце у групі та вийшли у фінальний етап, у якому потім посіли останнє шосте місце.

## Титули і досягнення
- Чемпіон Венесуели (1):

«Депортіво Ла Гвайра»: 2020
- Володар Суперкубка Литви (1):

«Жальгіріс»: 2025